# Noëmi Simonetto de Portela
Noëmi Simonetto de Portela (* 1. Februar 1926 in Buenos Aires, Argentinien; † 20. Februar 2011 ebenda) war eine argentinische Leichtathletin, die 1948 Olympiazweite im Weitsprung wurde.
Im Alter von 15 Jahren nahm Noëmi Simonetto an den Südamerikameisterschaften 1941 in ihrer Heimatstadt Buenos Aires teil. Im Hochsprung mit 1,45 Meter und im Weitsprung mit 4,96 Meter belegte sie jeweils den dritten Platz. Ihren ersten Südamerikameistertitel gewann sie mit der 4-mal-100-Meter-Staffel in 51,2 Sekunden. Zwei Jahre später bei den Südamerikameisterschaften 1943 in Santiago de Chile siegte sie im 100-Meter-Lauf in 12,4 Sekunden. Nach dem dritten Platz im Hochsprung mit 1,50 Meter gewann sie am Schlusstag zwei weitere Titel: im Weitsprung mit 5,27 Meter und mit der Staffel in 49,5 Sekunden.
Bei den Südamerikameisterschaften 1945 in Montevideo gewann sie erneut drei Wettbewerbe: Im 80-Meter-Hürdenlauf siegte sie in 11,7 Sekunden, im Weitsprung mit 5,44 Meter und mit der Staffel in 50,2 Sekunden. Im 100-Meter-Lauf belegte sie den zweiten Platz in 12,5 Sekunden und auch im Hochsprung erreichte sie mit 1,50 Meter den zweiten Platz. Bei den Südamerikameisterschaften 1947 in Rio de Janeiro war sie wie 1945 die erfolgreichste Teilnehmerin. Den Siegen im 100-Meter-Lauf in 12,4 Sekunden und im Hürdenlauf in 11,5 Sekunden folgten Siege im Weitsprung mit 5,40 Meter und mit der Staffel in 49,9 Sekunden. Im Hochsprung überquerte sie 1,55 Meter und erreichte damit erneut den zweiten Platz hinter der Chilenin Ilse Barends. Insgesamt gewann Noëmi Simonetto bei Südamerikameisterschaften 11 Titel sowie je drei Silber- und Bronzemedaillen.
Bei den Olympischen Spielen 1948 in London schied Noëmi Simonetto de Portela im 100-Meter-Vorlauf und im Hürdenhalbfinale aus, erreichte aber im Weitsprung das Finale und gewann dort mit 5,60 Meter die Silbermedaille hinter der Ungarin Olga Gyarmati. Damit ist sie bis einschließlich 2008 die einzige argentinische Leichtathletin, die je eine olympische Medaille gewann.